# Caryobruchus gleditsiae
Caryobruchus gleditsiae is een keversoort uit de familie bladkevers (Chrysomelidae). De wetenschappelijke naam van de soort werd in 1763 gepubliceerd door Johansson & Linnaeus.